# Niobrarazaur
Niobrarazaur (Niobrarasaurus coleii) – roślinożerny dinozaur z rodziny nodozaurów (Nodosauridae); jego nazwa znaczy "jaszczur z Niobrara".
Żył w okresie późnej kredy (ok. 85-71 mln lat temu) na terenach Ameryki Północnej. Długość ciała ok. 5 m. Jego szczątki (liczne kości) znaleziono w USA (w stanie Kansas, na wybrzeżu dawnego morza wewnętrznego Niobrara).